# Cis punctulatus
Cis punctulatus es una especie de coleóptero de la familia Ciidae.

## Distribución geográfica
Habita en Europa.